# 元季海
元 季海（げん きかい、生没年不詳）は、北魏・西魏の皇族。馮翊王。字は元泉。

## 経歴
元淑（拓跋素の子）の子として生まれ、7人の兄弟のうちで最も名を知られた。太尉参軍事をつとめ、司空の李沖の六女の李稚華を妻に迎えた。爾朱氏が政権を掌握すると、危難を予見して、洛州刺史の任を求めて難に遭うのを避けた。530年（永安3年）に孝荘帝が殺害されたときも、外任にあったため命拾いした。533年（永熙2年）、賀抜岳の要請により霊州に入ろうとしたが、州民が従わず、部下を撃破された。534年（永熙3年）、孝武帝に従って入関し、馮翊王に封じられた。西魏が建国されると、尚書左僕射となった。537年（大統3年）、大行台として宇文泰の東征に従い、独孤信とともに洛陽を攻撃し、金墉を占拠した。司州牧となり洛陽に駐屯したが、東魏の大軍が迫ると、衆寡敵せず、洛陽を放棄して関中に撤退した。中書令・雍州刺史となり、司空に転じた。後に病のため死去した。諡は簡穆といった。
子に元亨があった。

## 伝記資料
- 『北史』巻15 列伝第3
- 魏故司空尚書令留守大都督馮翊簡穆王妃墓誌銘（李稚華墓誌）